# Cantalejo
Cantalejo – gmina w Hiszpanii, w prowincji Segowia, w Kastylii i León, o powierzchni 79,43 km². W 2011 roku gmina liczyła 4007 mieszkańców.